# Yasniel Toledo

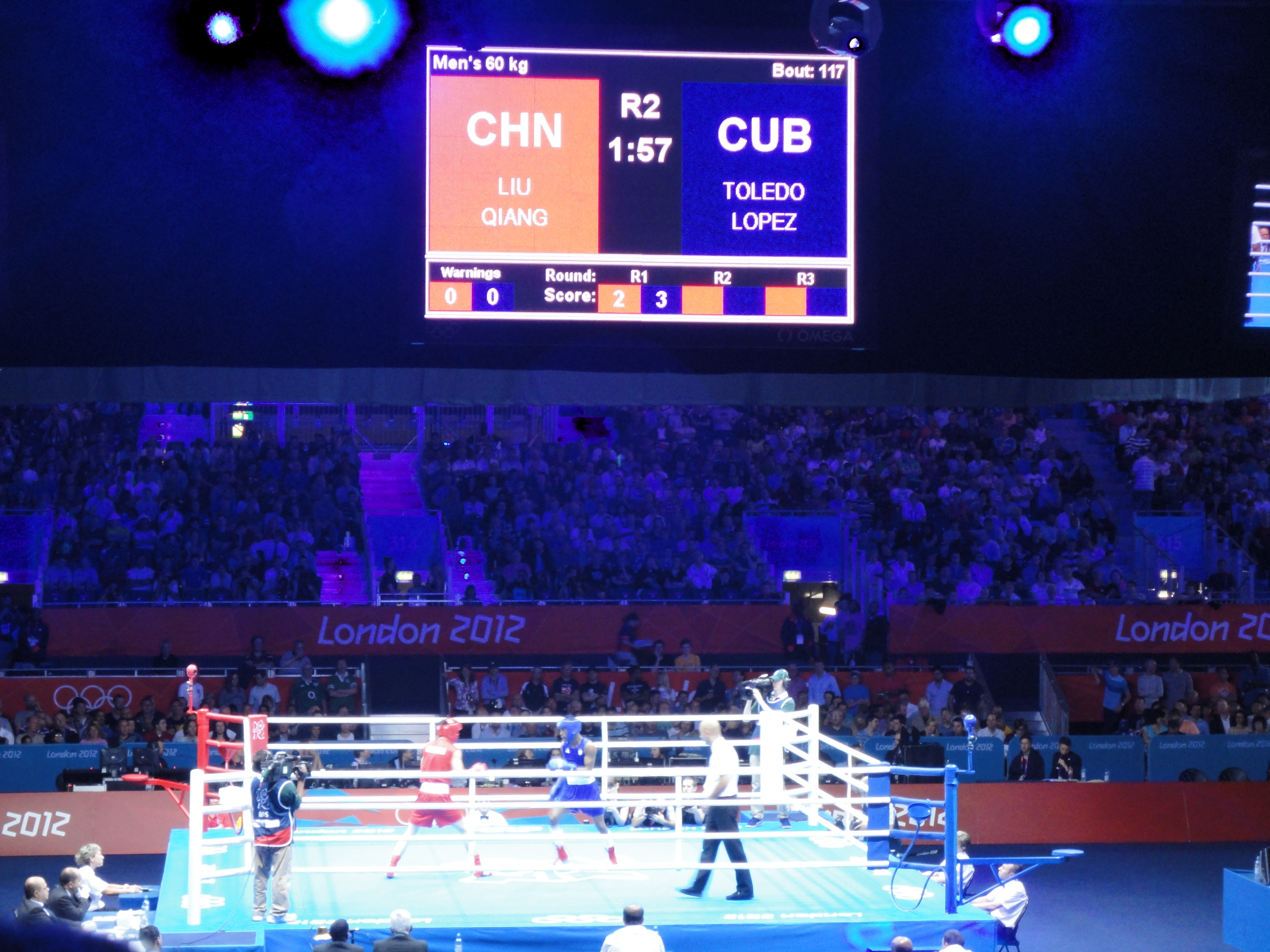
Yasniel Toledo (blau)

Yasniel Toledo López (* 15. September 1989 in Camagüey, in einigen Quellen auch Yasnier genannt) ist ein kubanischer Boxer.

## Karriere
Im Jugendbereich nahm Toledo an den Weltmeisterschaften (U17) der Jahre 2005 und 2006 teil, wobei er 2005 Weltmeister im Bantamgewicht wurde und 2006 die Silbermedaille errang.
Sein erstes internationales Männerturnier gewann Toledo 2007 in Istanbul mit einem Finalsieg über Husseyin Dundar, Türkei (12:9). Im selben Jahr wurde Toledo erstmals kubanischer Meister mit einem Finalsieg über Roelkis Herrera (9:4) im Bantamgewicht (-54 kg). Diesen Erfolg konnte er 2010 und 2011 im Leichtgewicht (-60 kg) mit Finalsiegen über Antonio Bisset (11:4) bzw. Lorenzo Sotomayor (27:18) wiederholen.
2009 nahm Toledo erstmals an den Weltmeisterschaften im Federgewicht (-57 kg) teil und scheiterte nach Siegen über Robson Conceição, Brasilien (21:7), Sandro Schaer, Deutschland (14:5) und Luis Porozo, Ecuador (11:3) im Viertelfinale am späteren Vizeweltmeister Sergei Wodopjanow, Russland (10:4).
Bei den Panamerikanischen Meisterschaften 2010 in Quito konnte sich Toledo die Goldmedaille mit einem Finalsieg über Jose Pedraza, Puerto Rico (8:3), erkämpfen. Bei den Panamerikanischen Spielen im Folgejahr gewann Toledo die Goldmedaille mit einem Finalsieg gegen Robson Conceicao, Brasilien (16:11).
2011 holte Toledo den Vizeweltmeistertitel mit Siegen über Angel Gutierrez, Mexiko (13:8), Luke Jackson, Australien (11:10), Sailom Ardee, Thailand (20:9), im Viertelfinale gegen Han Soon-chul, Südkorea (15:10) und im Halbfinale über Ghani Schajlauow, Kasachstan (21:9), und mit einer Finalniederlage gegen Wassyl Lomatschenko, Ukraine (17:12). Damit qualifizierte er sich für die Olympischen Spiele 2012 in London. Im Dezember 2011 wurde er mit einem Finalsieg über Lorenzo Sotomayor (27:18) kubanischer Meister.
Bei den Olympischen Spielen schlug Toledo im Achtelfinale Liu Qiang, China (14:10), und im Viertelfinale Ghani Schajlauow, Kasachstan (19:11), verlor jedoch im Halbfinale gegen den späteren Olympiasieger Wassyl Lomatschenko, Ukraine (14:11), und gewann damit die olympische Bronzemedaille.
Nach den Olympischen Spielen wechselte Toledo ins Halbweltergewicht (-64 kg) und wurde mit einem Sieg über Jorge Moiran Vinet (22:15) kubanischer Meister 2012.
Im April 2013 verkündete die Provinzverwaltung des Sportbundes INDER in Camagüey die Verhängung einer einjährigen Sperre gegen Toledo aufgrund nicht näher spezifizierter „Disziplinlosigkeit“. Die Sperre hinderte ihn an der Teilnahme am internationalen Córdova-Cardín-Boxturnier im Juni in Havanna. Nach vorzeitiger Aufhebung der Sperre wurde Toledo jedoch Ende August für den Länderkampf in Mexiko erneut in den Nationalkader nominiert. Im Oktober nahm er auch an den Weltmeisterschaften in Almaty teil. Toledo erreichte hier nach Siegen u. a. gegen den Europameister 2013 Armen Sakarjan, Russland (3:0), den dritten der Asienmeisterschaften 2013 Manoj Kumar, Indien (3:0), und Urantschimegiin Mönch-Erdene, Mongolei (3:0), das Finale. In diesem unterlag er dem Kasachen Merei Aqschalow mit 3:0 Punktrichterstimmen.
2014 gewann Toledo die Zentralamerika- und Karibikspiele in Veracruz. Im Jahr darauf erreichte er auch wieder das Finale der Panamerikanischen Spiele in Toronto. In diesem stand er dem Lokalmatador Artur Biarslanov gegenüber, dem er mit 2:1 Punktrichterstimmen unterlag.
Bei den Weltmeisterschaften 2015 in Doha schied er im Viertelfinale gegen den Russen Witali Dunaizew aus.

### World Series of Boxing
Mit dem ersten Start der kubanischen Boxnationalmannschaft als Cuba Domadores in der World Series of Boxing in der Saison 2013/14 kämpfte auch Yasniel Toledo in dieser Weltliga. In seiner ersten Saison gewann er fünf von sieben Kämpfe, in denen er eingesetzt wurde. Eine Niederlage erlitt er im Finale gegen die Azerbaijan Baku Fires. Sein Gegner war Gaybatulla Hajialiyev, dem er mit 2:1 Punktrichterstimmen unterlag. Die Cuba Domadores holten trotz dieser Niederlage den Titel.
In der Saison 2015 wurde Toledo in sechs von sieben Kämpfen in der regulären Saison eingesetzt und gewann alle. Er belegte damit in der Rangliste seiner Gewichtsklasse in dieser Saison den ersten Platz und qualifizierte sich somit für die Olympischen Spiele 2016. Im Finalkampf der Cuba Domadores gegen die Astana Arlans verlor Toledo und auch seine Mannschaft konnte ihren Titel nicht verteidigen.